# Фернандес, Алекс (футболист, 2002)
Алекс Насименто Фернандес (порт. Alex Nascimento Fernandes род. 3 мая 2002, Сантус, Сан-Паулу) — бразильский футболист, полузащитник клуба «Нефтчи» на правах аренды из «Балтики».

## Клубная карьера
Фернандес — воспитанник клубов «Португеза Сантиста», «Атлетико Минейро» и «Сантос». В 2022 году игрок перешёл в болгарский Черно море. 6 августа в матче против «Беро» он дебютировал в чемпионате Болгарии. 18 февраля 2023 года в поединке против «Берое» Алекс забил свой первый гол за «Черно море». В начале 2024 года Фернандес перешёл в российскую «Балтику». 3 марта в матче против «Сочи» он дебютировал в РПЛ. 13 апреля в поединке против «Ахмата» Алекс сделал хет-трик, забив свои первые голы за «Балтику».
10 февраля 2025 года «Нефтчи» арендовал Фернандеса у «Балтика» до конца сезона 2024/25.